# John Webb (architecte)
John Webb (1611-24 octobre 1672) était un architecte anglais.

## Biographie
John Webb est né dans le Somerset, il devient plus tard le gendre et l’assistant personnel de l’architecte Inigo Jones à partir de 1628. Jones et Webb feront ensemble la Maison des banquets de Londres et le manoir Wilton House situé à Wilton près de Salisbury dans le Wiltshire.
Au commencement de la guerre civile anglaise, Inigo Jones quitte Londres pour suivre le roi Charles Ier à Oxford. John Webb reste à Londres. Il est alors un espion du roi, lui envoyant notamment les plans des nouvelles fortifications de Londres. Lorsque Jones meurt, Webb hérite de sa fortune et de ses dessins. La plupart de ceux-ci datent du voyage de Jones en Italie.
En 1654, Webb créa le premier portique de style classique sur un manoir anglais, The Vyne dans le Hampshire. Avec son style corinthien, le portique impose le style palladien sur cet édifice.